# العلاقات البرازيلية الليتوانية
العلاقات البرازيلية الليتوانية هي العلاقات الثنائية التي تجمع بين البرازيل وليتوانيا.

## مقارنة بين البلدين
هذه مقارنة عامة ومرجعية للدولتين:
| وجه المقارنة                                              | البرازيل | ليتوانيا                                                    |
| --------------------------------------------------------- | --- | ----------------------------------------------------------- |
| المساحة (كم2)                                             | 8.52 مليون | 65.30 ألف                                                   |
| عدد السكان (نسمة)                                         | 202.66 مليون | 2.79 مليون                                                  |
| الكثافة السكانية (ن./كم²)                                 | 23.79 | 42.73                                                       |
| العاصمة                                                   | برازيليا، ريو دي جانيرو | فيلنيوس، كاوناس                                             |
| اللغة الرسمية                                             | برتغالية برازيلية، Brazilian Sign Language ‏ | اللغة الليتوانية                                            |
| العملة                                                    | ريال برازيلي، كروزيرو ريال برازيلي ‏، كروزيرو البرازيلية (1990–1993)، Brazilian cruzado novo ‏، كروزادو برازيلي، cruzeiro ‏، كروزيرو البرازيلية (1942–1967)، الريال البرازيلي (قديم) | ليتاس ليتواني، يورو                                         |
| الناتج المحلي الإجمالي (بليون دولار)                      | 2.06 تريليون | 47.17 مليار                                                 |
| الناتج المحلي الإجمالي (تعادل القوة الشرائية) بليون دولار | 3.22 تريليون | 84.06 مليار                                                 |
| الناتج المحلي الإجمالي الاسمي للفرد دولار أمريكي          | 8.54 ألف | 14.15 ألف                                                   |
| الناتج المحلي الإجمالي للفرد دولار أمريكي                 | 15.89 ألف | 27.69 ألف                                                   |
| مؤشر التنمية البشرية                                      | 0.754 | 0.839                                                       |
| رمز المكالمات الدولي                                      | +55 | +370                                                        |
| رمز الإنترنت                                              | .br | .lt                                                         |
| المنطقة الزمنية                                           | | ت ع م+02:00، ت ع م+03:00، أوروبا/فيلنيوس ‏، توقيت شرق أوروبا |

## منظمات دولية مشتركة
يشترك البلدان في عضوية مجموعة من المنظمات الدولية، منها:
| علم المنظمة | اسم المنظمة                        | تاريخ انضمام البرازيل | تاريخ انضمام ليتوانيا |
| ----------- | ---------------------------------- | --------------------- | --------------------- |
|             | الاتحاد البريدي العالمي            | ?                     | ?                     |
|             | يونسكو                             | 4 نوفمبر 1946         | 7 أكتوبر 1991         |
|             | البنك الدولي للإنشاء والتعمير      | 14 يناير 1946         | 6 يوليو 1992          |
|             | منظمة التجارة العالمية             | ?                     | ?                     |
|             | وكالة ضمان الاستثمار متعدد الأطراف | 7 يناير 1993          | 8 يونيو 1993          |
|             | الاتحاد الدولي للاتصالات           | 4 يوليو 1877          | 1 يوليو 1923          |
|             | منظمة الشرطة الجنائية الدولية      | ?                     | ?                     |
|             | مؤسسة التمويل الدولية              | 31 ديسمبر 1956        | 15 يناير 1993         |
|             | مجموعة الموردين النوويين           | ?                     | ?                     |
|             | الأمم المتحدة                      | 24 أكتوبر 1945        | 17 سبتمبر 1991        |
|             | مؤسسة التنمية الدولية              | 15 مارس 1963          | 23 سبتمبر 2011        |
|             | منظمة حظر الأسلحة الكيميائية       | ?                     | ?                     |

## أعلام
هذه قائمة لبعض الشخصيات التي تربطها علاقات بالبلدين:
- أنجيلكا (ممثلة برازيلية، 30 نوفمبر 1973[23] – )
- جاير فنتورا (لاعب كرة قدم برازيلي، 19 مارس 1979 – )
- فيكتور لويس (لاعب كرة قدم برازيلي، 23 يونيو 1993[24] – )
- كلاريس ليسبكتور (كاتبة برازيلية، 10 ديسمبر 1920[25][26][27] – 9 ديسمبر 1977[25][26][27])

## وصلات خارجية
- موقع وزارة الخارجية البرازيلية
- موقع وزارة الخارجية الليتوانية